# Jacobo Azafrani Beliti
Jacobo Azafrani (Larraix, 24 de juliol de 1932 - Ceuta, 16 de gener de 2022) va ser un entrenador i futbolista espanyol que jugava a la demarcació de defensa.

## Biografia
Va debutar el 1950 amb el Larache CF. Un any després, el 1951, va fitxar pel CA Tetuan als 19 anys, fent el seu debut contra el Reial Madrid CF el 26 de setembre del 1951 amb un resultat de 4-2 a favor del club madrileny. Després de jugar durant una temporada, l'equip va baixar de categoria.
Després d'un breu pas per l'Espanya Tànger, el 1955 es va incorporar a la UD Las Palmas, equip amb què va jugar dues temporades. Ja en 1957 va ser traspassat al Granada CF Posteriorment també va jugar per al Rayo Vallecano, Racing Club de Ferrol i Limoges FC, club francès en què es va retirar en 1961.
L'any 2017, va rebre la Medalla d'Or de la Real Balompédica Linense.

## Clubs

### Com a futbolista
| Club                  | País    | Any         | Partits | Gols |
| --------------------- | ------- | ----------- | ------- | ---- |
| Larache CF            | Espanya | 1950 - 1951 |         |      |
| CA Tetuan             | Espanya | 1951 - 1952 | 11      | 1    |
| Espanya Tànger        | Espanya | 1952 - 1955 | 59      | 1    |
| UD Las Palmas         | Espanya | 1955 - 1957 | 29      | 0    |
| Granada CF            | Espanya | 1957 - 1958 | 11      | 0    |
| Rayo Vallecano        | Espanya | 1958 - 1959 | 17      | 1    |
| Racing Club de Ferrol | Espanya | 1959 - 1960 | 12      | 0    |
| Limoges FC            | França  | 1960 - 1961 |         |      |

### Com a entrenador
| Club                      | País    | Any         |
| ------------------------- | ------- | ----------- |
| Albacete Balompié         | Espanya | 1971 - 1972 |
| Real Balompédica Linense  | Espanya | 1973 - 1974 |
| CD San Fernando           | Espanya | 1975 - 1976 |
| AD Ceuta                  | Espanya | 1976 - 1977 |
| Reial Jaén CF             | Espanya | 1977 - 1978 |
| AD Ceuta                  | Espanya | 1978 - 1979 |
| Algesires CF              | Espanya | 1979 - 1980 |
| UD Melilla                | Espanya | 1981 - 1982 |
| Reial Balompèdica Linense | Espanya | 1982 - 1983 |
| AD Ceuta                  | Espanya | 1983 - 1987 |
| AD Ceuta                  | Espanya | 2001        |
| Atlètic de Ceuta          | Espanya | 2006 - 2007 |